# دندان آسیاب
دندان‌های آسیا یا دندان‌های کرسی گونه‌ای از دندان‌ها هستند که به نسبت دیگر دندان‌ها بزرگتر هستند و برای خرد کردن غذا به کار می‌روند.
تعداد دندان‌های آسیا معمولاً در انسان شش عدد است.

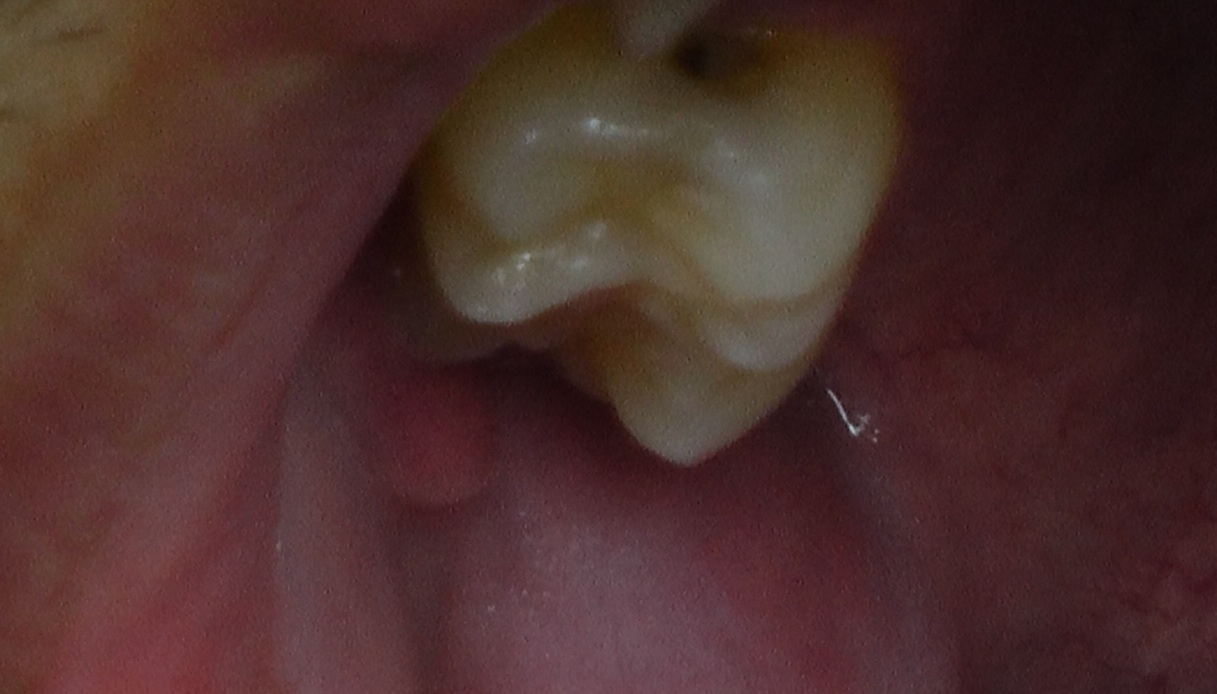
دندان آسیا

دندان‌های آسیا به سه گونه تقسیم می‌شوند: دندان‌های آسیای کوچک، دندان‌های آسیای بزرگ و دندان عقل.

## دندان‌های آسیا کوچک
کنار هر دندان نیش، دو دندان آسیا کوچک  قرار دارند (جمعاً ۸عدد) که فاصله بین دندان‌های نیش تا آسیای بزرگ را پر می‌کنند. سطح روی آنها پهن و تخت و لبه‌های آنها تیز و عاج دار می‌باشد. دندان‌های آسیای کوچک کنار نیش‌ها، دو ریشه‌ای و دندان‌های آسیای کوچک کنار آسیاهای بزرگ، تک ریشه‌ای هستند. در فک پایینی، تمامی دندان‌های آسیای کوچک، تک ریشه‌ای می‌باشند.

## دندان‌های آسیا بزرگ
سه دندان آخر در طرفین فک‌های بالا و پایین، دندان‌های آسیای بزرگ هستند که تعداد آنها جمعاً به ۱۲عدد می‌رسد که به ترتیب آسیای اول، دوم و سوم نامیده می‌شوند. دندان‌ آسیای اول، دقیقاً کنار دومین دندان آسیای کوچک قرار دارد و به دندان‌های آسیای ۶سالگی هم معروف می‌باشد.

## دندان عقل
دندان‌های آسیای بزرگ سوم که به دندان عقل نیز معروف هستند، در انتهای فک‌ها واقع شده‌اند و معمولاً بین ۱۶ تا۲۰ سالگی شروع به درآمدن می‌کنند. از آنجایی که دندان‌های عقل، آخرین دندان‌هایی هستند که درمی آیند، عمدتاً روی فک جای کافی برای رشد آنها باقی نمی‌ماند. اگر دندان‌ها به هم فشرده و فک کوچک باشد، ممکن است دندان‌های عقل زیر دندان‌های دیگر یا استخوان فک نهفته شوند. اگر تنها قسمتی از دندان عقل دربیاید، ایجاد درد و ناراحتی خواهد کرد که در آن صورت باید با جراحی از دهان خارج شود. بین دندان‌های عقل و آسیای بزرگ اول، دندان‌های آسیای بزرگ دوم یا دندان‌های آسیای ۱۲سالگی وجود دارد. دندان‌های آسیای بزرگ، دندان‌های درشتی هستند که سطح آنها پهن بوده و برای آسیا کردن و جویدن غذا کاربرد دارند. آسیاهای بزرگ واقع بر روی فک بالایی، ریشه‌های مجزا دارند، ولی دندان‌های آسیای بزرگ فک پایینی، دو ریشه‌ای هستند.